# 美国北方司令部

各司令部防区划分

美国北方司令部 (USNORTHCOM) 是美军一体化作战司令部之一， 主要任务是协助政府履行民事职责，抵御针对美国本土、阿拉斯加、加拿大、墨西哥的袭击。北方司令部是在九一一袭击事件后，由小布什授权组建。
美国北方司令部（USNORTHCOM）于2002年10月1日成立，为国防部的国防工作提供指挥和控制，协调民防部队的防务支援。USNORTHCOM的宗旨為:捍卫美国的家园 - 保护我们的人民，国家权力和行动自由。
USNORTHCOM的具体使命是：合作进行国土防卫，民间支持和安全合作，捍卫和保护美国及其利益。
USNORTHCOM的责任区包括空中，陆地和海上，包括美国大陆，阿拉斯加，加拿大，墨西哥和周围约500海里水域。它还包括墨西哥湾，佛罗里达海峡，加勒比地区的部分地区包括巴哈马，波多黎各和美属维尔京群岛。USNORTHCOM的司令官负责与加拿大，墨西哥和巴哈马的战区安全合作。
USNORTHCOM根据以前由其他国防部组织执行的任务统一现有任务。这提供了统一的指挥，这对达成任务至关重要。
USNORTHCOM计划，组织和执行国土防务和民用支援任务，但很少有永久分配的部队。根据总统或国防部长的命令，指挥部在必要时派遣部队执行任务。
代表所有服务分支机构的公务员和正式成员在位于科罗拉多斯普林斯彼得森空军基地的USNORTHCOM总部工作。
USNORTHCOM的司令还指挥北美航空防御司令部（NORAD），负责加拿大，阿拉斯加和美国大陆的航空航天警告，航空航天控制和海上警告的双边指挥部。
USNORTHCOM的民事支援任务包括在火灾，飓风，洪水和地震期间发生的国内救灾行动。还包括禁毒行动和处理大规模毁灭性武器的恐怖活动所造成的后果。司令部在国防部指挥时向主要机构提供协助。根据美國國会的相关法案，军队可以提供民事支持，但不能直接参与执法。
在提供民事支持方面，USNORTHCOM通常由下属的联合部队组成救援队。在USNORTHCOM参与之前，紧急情况必须超过当地，州和联邦机构的能力范围。在大多数情况下，北方司令部的下屬部隊只提供地域性以及十分有限的协助。当灾害的范围缩小到原始管轄机构能够在没有军事援助的情况下能够再次全面控制和管理的情况下，USNORTHCOM将退出，留下原始主管機構完成工作。

## 组成单位

### 北美特种作战司令部
特种作战指挥部北部英文簡称为SOCNORTH，是美国特种作战司令部的NORTHCOM部分。 该部队成立于2013 年 11月，隶属于NORTHCOM下属统一指挥部，加强北温区全面负责特种作战部队的指挥和控制。SOCNORTH另外改善了NORTHCOM 对机构间活动的支持  。  

### 北美海军陆战队
海军陆战队执行反恐计划和部队保护责任; 使用USMC部队的计划，并就USMC部队的任务提供建议; 与USNORTHCOM在USNORTHCOM的责任范围内协调并支持USMC部队，以便进行国土防务活动并向民政当局提供防卫支援。

### 美国舰队司令部/北美海军
美国舰队司令（USFF）是美国北方司令部（USNORTHCOM）的海军部队（北美海军），于二○○二年十月十日成立，为指挥和控制国防部国土防务工作而设立，协调民政当局的国防支援。USFF位于弗吉尼亚州诺福克，其任务是提供海事部队准备在USNORTHCOM指挥下进行国土防御，民事支援行动和战区安全合作活动。此外，USFF有责任生成准备好的海军部队来分配给全球区域战斗指挥官，使用舰队培训连续执行舰队应急计划（FRP），向海军作战部长介绍与所有海军部队协调的综合战舰作战要求指挥官，

### 北美空军
总部设在佛罗里达州巴拿马城社区的泰达尔空军基地，第一空军(北部空军)是分配给总部空中作战司令部的三个空军之一。它有责任确保美国，美属维尔京群岛和波多黎各的航空航天控制和防空。第一空军也是美国北方司令部指定的空中部队。USNORTHCOM的责任范围包括美国大陆，阿拉斯加，加拿大和墨西哥以及其空中，陆地和海上。作为USNORTHCOM航空部门，AFNORTH是美国空军战地指挥系统的高级机构，具体负责美国大陆，美属维尔京群岛，波多黎各和周围约500海里的海洋。在任务期间，在USNORTHCOM责任区进行民事防务和民政当局行动的国防支持。

### 北美陆军
北美陆军（ARNORTH）是美国北方司令部（USNORTHCOM）的陆军部队，2002年10月1日成立，为国防部的指挥和控制提供指挥和协调，协调国防支援的民政当局。ARNORTH位于得克萨斯州的萨姆堡休斯敦堡，其使命是进行国土防卫，民间支援和战术安全合作活动。按顺序，北美陆军指挥和控制部署部队作为联合特遣部队或联合部队地面部队司令。 

### 北美联合特遣部队
北美联合特遣部队（JTF NORTH）总部设在德克萨斯州布利斯堡的比格斯斯坦机场，是国防部（DOD）组织，负责支持国家联邦执法机构阻止可能的跨国威胁并切断其前往美国大陆的通道。跨国威胁是涉及国际恐怖主义，毒品贩运，外国人走私，大规模毁灭性武器以及威胁美国国家安全的武器运送系统的个人或团体进行的这些活动。 

### 民事支援联合特遣部队
1999年10月1日，总部位于华盛顿州尤斯蒂斯堡的民事支援联合特遣部队（JTF-CS）起初成立为美国联合部队指挥部的常设联合特遣部队，JTF-CS被转移到美国北方司令部（USNORTHCOM），于2002年10月1日成立。USNORTHCOM是为国防部（DOD）的指挥控制和协调民防部队的国防支援而设立的战斗部队。

### 阿拉斯加指挥部
阿拉斯加指挥部与受信任的合作伙伴协同，在ALCOM行动区内进行国土防御，民事支援，任务保证和安全合作，以捍卫和保障美国及其利益。ALCOM总部位于阿拉斯加州的Elmendorf-Richardson联合基地，隶属于美国北方司令部统一指挥。阿拉斯加州的部队包括美国空军，美国陆军，美国海军和美国海军陆战队人员22000多人，卫兵和后勤人员4700人。

### 国家首都区联合部队总部
总部设在华盛顿特区麦克奈尔堡的联合部队总部国家首都区（JFHQ-NCR）负责陆上国土防务，民政部门防务支援和国家首都事务管理。JFHQ-NCR负责保护哥伦比亚特区和马里兰州和弗吉尼亚州的邻近县市，包括弗洛尼亚州的Loudon，Fairfax和Prince William县。JFHQ-NCR将陆军，海军，空军，海军陆战队，海岸警卫队和NORAD的现有资源整合到一个单一的总部，用于规划，协调和执行国家首都区的任务。

## 历任司令
| 任期   | 肖像 | 名字                                                                  | 單位     | 就任时间       | 卸任时间      |
| ------ | ---- | --------------------------------------------------------------------- | -------- | -------------- | ------------- |
| 第1任  |      | 拉尔夫·E·埃伯哈特空軍上將 Gen Ralph Edward Eberhart (1946-)           | 美國空軍 | 2002年10月22日 | 2004年11月5日 |
| 第2任  |      | 蒂莫西·J·基廷海軍上將 Adm Timothy J Keating (1948-)                   | 美國海軍 | 2004年11月5日  | 2007年3月23日 |
| 第3任  |      | 小维克多·E·雷努阿特空軍上將 Gen Victor Eugene Renuart Jr. (1949-)     | 美國空軍 | 2007年3月23日  | 2010年5月19日 |
| 第4任  |      | 小詹姆斯·温尼菲尔德海軍上將 Adm James Alexander Winnefeld Jr. (1956-) | 美國海軍 | 2010年5月19日  | 2011年8月3日  |
| 第5任  |      | 小查尔斯·雅各比上將 Gen Charles Hemming Jacoby Jr. (1954-)            | 美國陸軍 | 2011年8月3日   | 2014年12月5日 |
| 第6任  |      | 威廉·戈特尼海軍上將 Adm William Evans Gortney (1955-)                 | 美國海軍 | 2014年12月5日  | 2016年5月13日 |
| 第7任  |      | 洛里·罗宾逊空軍上將 Gen Lori Jean Robinson (1959-)                    | 美國空軍 | 2016年5月13日  | 2018年5月24日 |
| 第8任  |      | 特伦斯·奥肖内西空軍上將 Gen Terrence John O'Shaughnessy (1964-)       | 美國空軍 | 2018年5月24日  | 2020年8月20日 |
| 第9任  |      | 格伦·D·范赫克空軍上將 Gen Glen David VanHerck (1962-)                 | 美國空軍 | 2020年8月20日  | 2024年2月5日  |
| 第10任 |      | 古格里·吉洛空軍上將 Gen Gregory M. Guillot                            | 美國空軍 | 2024年2月5日   | 現任          |